# Convention pour une alternative progressiste
Convention pour une alternative progressiste (CAP, česky Konvence pro pokrokovou alternativu) je francouzská levicová organizace. Vznikla v roce 1994 na shromáždění aktivistů existujících levicových stran. V rámci organizace soupeří dvě tendence: první usiluje o vytvoření "levice na levici", druhá o vznik nové parlamentní strany kombinující levicová témata a ekologii.
V roce 1995 CAP podporovala prezidentskou kandidátku Zelených Dominique Voynet. V roce 1997 participovala v plurální levici (tj. v koalici okolo Socialistické strany). Samostatné volební výsledky však většinou zůstávaly velmi slabé.
V současnosti má strana pouze jednoho zástupce v Národním shromáždění.